# Bella Block: Geflüsterte Morde
Geflüsterte Morde ist ein deutscher Fernsehfilm aus dem Jahr 1999. Es handelt sich um den sechsten Filmbeitrag der ZDF-Kriminalfilmreihe Bella Block. Der Film entstand unter der Regie und nach einem Drehbuch von Christian Görlitz.

## Handlung
In Hamburg werden in kurzer Zeit scheinbar wahllos drei Männer ermordet. In keinem der Fälle gibt es einen Hinweis auf den Täter und jedes Mal wurde eine andere Vorgehensweise gewählt. Für Bella Block ist schnell sicher, dass es für die Taten ein Motiv gibt und auch, dass sie ein und dieselbe Person verübt hat. Jemand, der aus einer Wut heraus einfach nur töten wollte. Als noch ein Mord im Rotlichtmilieu hinzukommt, beginnt für Block ein Wettlauf mit der Zeit. Sie hat das Gefühl, dass der Täter in diesen Kreisen zu suchen ist. Der Verdacht fällt auf den psychisch auffälligen Boris und seinen transvestitischen Freund „Annabell“. Als Boris verhört wird, spricht er anfangs nicht. Einfühlsam geht Bella im Gespräch auf den Verdächtigen zu und er beginnt sich zu öffnen. So erfährt sie, dass er sich in seiner Lebenssituation nicht anders zu helfen wusste, als wahllos „um sich zu schlagen“. Ein Opfer, das zum Täter wurde. Da sein Freund „Annabell“ für den Zuhälter Lorenz Adam in seinem Nachtclub arbeiten musste, hatte er aus tiefer Liebe zu ihm die Männer umgebracht, die seine „Annabell“ gequält hatten. Niemand sollte der inzwischen schwer aidskranken „Annabell“ mehr weh tun. Darum hatte er sie am Ende sogar selbst erschossen, um sie von der Hölle in den Himmel zu bringen.

## Hintergrund
Geflüsterte Morde ist eine Produktion der Objectiv Film im Auftrag des ZDF in Zusammenarbeit mit Arte. Der Film wurde 1998 in Hamburg gedreht. Nach Fertigstellung wurde er vom ZDF wegen inhaltlicher Bedenken vorerst aufs Eis gelegt. Im Sommer 1999 erhielt der Film eine Einladung ans Filmfest München, danach wurde er am 28. Januar 2000 auf Arte gezeigt und schließlich am 23. September 2000 um 21:00 Uhr im ZDF.
In einer Nebenrolle ist Volker Lechtenbrink als Innensenator Hamburgs zu sehen. Annabells Song In my mine wurde von BUNGALOW gesungen.

## Rezeption

### Kritiken
Rainer Tittelbach schrieb für Die Welt: „‚Geflüsterte Morde‘ mit dem großartigen Schauspieler-Duo Ben Becker und Stefan Kurt ist ein besonders irritierendes Stück Fernsehen. Christian Görlitz' morbide Ballade aus den Abgründen der menschlichen Seele erregte bereits im Vorfeld Aufsehen.“ „Das ZDF wollte ihn seinem Publikum auf dem angestammten samstäglichen Sendeplatz […] nicht zumuten. ‚Zu düster, zu heikel für 20.15 Uhr‘, beschieden die Programmmacher. ‚Der Film hat eine sehr intensive Gewaltästhetik‘, sagt Fernsehfilmchef Hans Janke. ‚Heikel ist vor allem das Milieu, das Klima, in dem der Film spielt, und die Gewalt, die den Film beherrscht.‘“
Die Fernsehzeitschrift TV Spielfilm nannte die Handlung von Geflüsterte Morde einen „verstörenden Fall, der auf den Magen schlägt“ und einen „düsteren Blick in die Welt abgründiger Obsessionen“ biete. Für Filmkritiker Rainer Tittelbach war die Folge „ein besonders irritierendes Stück Fernsehen“. Es sei einerseits eine „ästhetisch meisterhafte psychologische Studie“, habe aber auch ein offensichtliches „implosives Gewaltpotenzial“. Das Zusammenspiel von Ben Becker und Stefan Kurt hob er lobend hervor.

### Auszeichnungen
Für seine Darstellung in Geflüsterte Morde erhielt Ben Becker im Jahr 2000 den „Jupiter“-Publikumspreis der Filmzeitschrift Cinema als „Bester Hauptdarsteller in einem TV-Movie“.